# Rafafá
Rafael Pereira Sousa (Campina Grande, 22 de Agosto de 1990), mas conhecido como Rafafá, é um apresentador, humorista e político brasileiro, assumiu como deputado federal após Pedro Cunha Lima licenciar-se do cargo.

## Carreira Política

### Deputado Federal
Realizou uma campanha para o cargo de deputado federal, levantando as bandeiras da causa animal, dos direitos da população pobre e nas pautas LGBT, recebeu 13.940 votos
Assumiu o mandato no dia 14/04/2021 com a licença do então titular, Deputado Pedro Cunha Lima .

### Eleições Municipais
Participou das Eleições de 2012, 2016, 2020 e 2024 tentando se eleger vereador na cidade de Campina Grande, não conseguindo se eleger nas 3 primeiras tentativas, atingindo 455 votos em 2012, 1.254 votos em 2016 e 2.094 em 2020. Mas em 2024 conseguiu se eleger com uma votação de 4.820, sendo o homem mais votado e historicamente o primeiro LGBTQIAPN+ assumido eleito em Campina Grande.